# 神户松荫女子学院大学短期大学部
神户松荫女子学院大学短期大学部（日语：／ Kōbe Shoin Joshi Gakuin Daigaku Tanki Daigakubu *），简称松荫短大，是過去一所位于日本兵库县神户市滩区的私立短期大学，於2011年停辦。前神户松荫女子学院短期大学（日语：／ Kōbe Shoin Joshi Gakuin Tanki Daigaku *）。

## 概要

### 简介
- 学校最早可以追溯到1892年[1]。短期大学为于1967年开办[1]、由学校法人松荫女子学院经营。来源于英国圣公宗、由于教育的基础是基督教。招生到2007年[2]、停办于2011年。

### 历史
- 1950年 松荫短期大学成立并同时设置两个学科基督教科和英国文科[1]。
- 1953年 服饰科成立[2]。
- 1960年 家政科成立[2]。
- 1962年 日本文学科成立[2]。
- 1965年 两个学科即基督教科和日本文学科招生最后、次年停止招生（正式停办于1967年3月31日[2]）。
- 1969年 学科改名为[2]。
  - 英国文科→英国文学科
  - 家政科→家政学科
  - 服饰科→服饰学科
- 1974年 改校名为松荫女子学院短期大学[2]。
- 1986年 英国文学科分离为两个专攻即英国文学专攻和英语学专攻（各自招生到于1999年、停办于2001年）、家政学科分离为两个专攻即生活科学科专攻和食物营养专攻（各自招生到于2004年、停办于2007年）[1]。
- 1991年 学科改名为[1]。
  - 家政学科→生活科学科
  - 服饰学科→生活造型学科
- 1995年 改校名为神户松荫女子学院短期大学[1]。
- 2000年 英国文学科改编为英语交流学科[1]。
- 2005年 改校名为神户松荫女子学院大学短期大学部[2]。
- 2007年 短期大学招生最后、次年停止招生（正式停办于2011年5月1日以后[2]）。
- 2011年 停辦。

### 宪章
- 请参看神户松荫女子学院大学短期大学部的标志 （页面存档备份，存于） （日語） 2014年2月2日阅览。

## 学校环境
- 校区：在了兵库县神户市滩区

## 历任校长
- 李阿瑟：第一代短期大学校长[1]。
- 郡司隆男：最后短期大学校长[2]

## 组织

### 学科
- 生活造型学科
- 英语交流学科

### 前学科
- 基督教科[注 1]
- 生活造型学科
- 生活科学科[注 2]
  - 生活科学专攻[注 2]
  - 食物营养专攻[注 2]
- 英国文学科[注 3]
  - 英国文学专攻[注 4]
  - 英语学专攻[注 4]
- 日本文学科[注 1]

### 专科
| - 没有 |

### 业余课程
| - 没有 |

## 知名校友
- 红万子
- 小篠美智子
- 冈本育子
- 竹中一江：前『HONEY girl（日语：HONEY girl）』女时装读者模特儿
- 牧野彩佳：前『HONEY girl（日语：HONEY girl）』女时装读者模特儿
- 大西真美：前『HONEY girl（日语：HONEY girl）』女时装读者模特儿

## 相关链接
- 日本短期大学列表